# Daqiao, Huazhou
Daqiao (kinesiska: 笪桥) är en köping i sydöstra Kina. Den ligger i Huazhou i staden Maoming i provinsen Guangdong, omkring 330 kilometer sydväst om provinshuvudstaden Guangzhou. Antalet invånare är 35 398. Befolkningen består av 16 871 kvinnor och 18 527 män. Barn under 15 år utgör 29,0 %, vuxna 15-64 år 60 %, och äldre över 65 år 10,0 %.